# هانز إرنست كارل
هانز إرنست كارل، الكونت فون تسييتن (5 مارس 1770 – 3 مايو 1848) كان قائدًا بروسيًا برتبة المارشال الميداني العام، برز خلال الحروب النابليونية، خصوصًا في مئة يوم حيث شارك في عدة معارك ضمن حملة واترلو مثل معركة ليني ومعركة إيسي .

## الحياة المبكرة
ولد في ديختو في مرغريفية براندنبورغ، ولم يكن ذا صلة بالجنرال هانز يواخيم فون تسييتن في عهد فريدرش الأكبر .

## الحروب النابليونية

### التحالف الرابع
بعد معركة أويرشتيد، أُرسل للتفاوض على هدنة 12 ساعة لدفن القتلى وإجلاء الجرحى، لكن نيكولا دافو رفض. في معركة إيلاو قاد لواء فرسان الهوسار الأول. رُقي إلى عقيد سنة 1809 بناءً على توصية شيرنهورست، لكنه أظهر فهمًا محدودًا لتكتيكات المناوشات .

### التحالف السادس
أصبح لواء في مارس 1813، وتميز في معركة هايناو حيث نصب كمينًا ناجحًا لقوات نقولا جوزيف ميزون، ما أكسبه وسام الصليب الحديدي من الدرجة الأولى . شارك أيضًا في معركة درسدن ومعركة كولم ومعركة لايبزيغ، وقاد قواته في معركة فوشان ومعركة لاون.

### مئة يوم
في حملة واترلو، قاد الفيلق البروسـي الأول، وشارك في معركة ليني ومعركة واترلو، ثم معركة إيسي، وكان في طليعة دخول باريس في 7 يوليو 1815 .

## الحياة اللاحقة
منحه الملك فريدرش فيلهلم الثالث لقب كونت عام 1817، ورُقي إلى المارشال الميداني العام سنة 1839. توفي في فارمبرون عام 1848.